# Правила Гунда
Правила Гунда — емпіричні правила, що дозволяють визначити, який з електронних термів атома є основним, тобто має найменшу енергію. Своєю назвою правила завдячують німецькому фізику Фрідріху Гунду, який сформулював їх приблизно 1927 року. Перше з цих правил найважливіше, і його часто називають в однині — правилом Гунда.

## Перше правило
Основний стан атома відповідає терму з найбільшою мультиплетністю, тобто з найбільшим значенням сумарного спіна S.
Це правило часто неформально називають правилом автобуса: пасажири в автобусі зазвичай спочатку займають сидіння по одному. Аналогічно заповнюються орбіталі електронної оболонки: спочатку по одному електрону на орбіталь, і тільки потім, коли вже всі орбіталі заповнені принаймні одним електроном, до них починають додаватися електрони з протилежним спіном.

## Друге правило
Серед термів з однаковою мультиплетністю найменшу енергію має той, для якого більший сумарний орбітальний момент L.

## Третє правило
Для оболонки, заповненої на половину або менше, ніж на половину, меншу енергію має терм із меншим повним моментом J. Для оболонки, заповненої більше, ніж на половину, меншу енергію має терм з більшим повним моментом J.